# 堤栄長
堤 栄長（つつみ やすなが、1735年11月18日（享保20年10月4日） - 1795年9月20日（寛政7年8月8日））は、江戸時代の公家。参議。堤家7代目当主。

## 生涯
堤代長の子として生まれる。1768年2月7日（明和4年12月19日）に叙爵を受けて従三位となり、後に正二位、参議となる。
1795年9月20日（寛政7年8月8日）、死去。

## 系譜
- 父親：堤代長
- 母親：慈徳院 - 竹内惟永の娘
- 正室：満徳院 - 黒田長貞の娘
  - 男子：堤敬長
- 生母不明
  - 男子：中御門経定 - 中御門宣家の養子
  - 女子：恵光寺超厳妻